# Europastraße 16

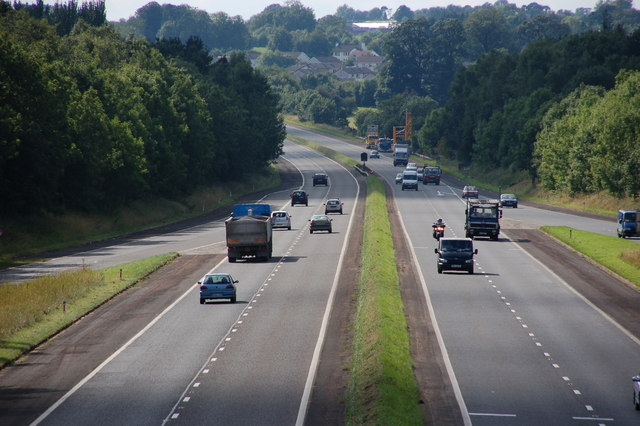
Die E 16 in Nordirland bei Randalstown (Aufnahme 2006)

Die Europastraße 16 (E 16) ist eine europäische Fernstraße, die mit Unterbrechungen von Nordirland, Schottland über Norwegen nach Schweden führt. Die Straße beginnt in Derry, führt über Glasgow, Edinburgh, Bergen, Lærdal, durch den mit 24,5 km längsten Straßentunnel der Erde, den Lærdalstunnel, über Filefjell, Fagernes, Hønefoss und endete bis 2011 in Sandvika außerhalb Oslos.
2011 wurde von der Wirtschaftskommission für Europa (UNECE) entschieden, die Straße weiter Richtung Osten zu führen. Im Herbst 2012 wurde schließlich die Beschilderung entlang Borlänge, Falun, Sandviken und Gävle angepasst.
Die E 16 ist die wichtigste Verbindung zwischen den beiden größten Städten Norwegens, Oslo und Bergen, da dieser Abschnitt der Straße selten auf Grund von Schneestürmen gesperrt wird: Sie verläuft meist unter der Baumgrenze. Im Sommerhalbjahr ist u. a. der Riksvei 7 über die Hardangervidda als Alternative beliebt.

## Streckenverlauf

### Nordirland
In Nordirland folgt die E 16 von Derry aus zunächst der A6 bis Randalstown (westlich von Antrim), dann den Autobahnen M22 und M2 nach Belfast.

### Schottland
Von Greenock aus geht es an der Südseite des Clyde ostwärts, ehe kurz danach in Bishopton die Autobahn M8 beginnt und mit ihr über Glasgow nach Edinburgh gelangt wird.

### Norwegen
In Bergen verlaufen die E 16 und die Europastraße 39 auf gleicher Trasse Richtung Norden entlang des Byfjords, anschließend biegt die E 16 ostwärts ab und verläuft ab Arna weitgehend parallel zur Bergensbahn an der Südseite des Sørfjord und weiter über Dale an den Bolstadfjord. Entlang des Vosso, wo Eisenbahn und Straße teils gegenüberliegende Talseiten nutzen, wird Voss erreicht. Im Gegensatz zur Eisenbahn, die nun ostwärts durch das Raundal weiter auf die Hardangervidda steigt, folgt die E16 nördlich von Vossavangen dem Tal des Strandaelv und entlang der Nordseite des Oppheimsvatnet weiter Richtung Stalheim. Dabei wird der spektakuläre historische Straßenabschnitt Stalheimskleiva passiert. Weiter führt die Straße durch das Nærøydalen bis nach Gudvangen am Nærøyfjord, wo sie zwei zusammen etwa 16,5 Kilometer lange Tunnel, den Gudvangatunnel und den Flenjatunnel, durchquert und nach Flåm am Aurlandsfjord, dem Endpunkt der berühmten Flåmsbana, gelangt.
Nordwärts entlang der Ostflanke des Aurlandsfjords erreicht die E16 dann das Südportal des längsten Straßentunnels der Welt, des rund 24,5 Kilometer langen Lærdalstunnels zwischen Aurlandsvangen und Håbakken in der Gemeinde Lærdal. Damit wurde 2000 eine winterfeste Verbindung unter dem Snøvegen eröffnet. Durch das Lærdalen führt die E 16 weiter Richtung Filefjell, wo sie ihren höchsten Punkt auf 1013 Metern über dem Meeresspiegel erreicht. Anschließend führt die Straße in die Landschaft des Valdres hinunter, dem sie südostwärts folgt. Anschließend folgt die E 16 dem Flusslauf der Begna, entlang des Sees Vangsmjøse, bis Hønefoss. Von Hønefoss führt ein ebenfalls E16 genannter Streckenabschnitt nach Sandvika in Bærum, während die Hauptstraße weiter in nordöstlicher Richtung über Roa nach Jessheim am Flughafen Oslo-Gardermoen führt. Von dort aus setzt sie sich in östlicher Richtung fort, überquert bei Kongsvinger die Glomma und erreicht schließlich vor Torsby die norwegisch-schwedische Grenze.